# William Sanderson
Pour les articles homonymes, voir Sanderson.
William Sanderson (né le 10 janvier 1944) est un acteur américain.

## Biographie
Il est connu entre autres pour son rôle de J.F. Sebastian dans le film Blade Runner de Ridley Scott et a tourné dans de nombreuses productions télévisées.

## Filmographie

### Cinéma
- 1977 : Fight for Your Life de Robert A. Endelson : Jessie Lee Kane
- 1978 : Blue Nude de Luigi Scattini : Guy in Next Cell (non crédité)
- 1979 : Tueurs de flics (The Onion Field) de Harold Becker : Young Con
- 1979 : Savage Weekend de David Paulsen et John Mason Kirby : Otis
- 1980 : Nashville Lady de Michael Apted : Lee Dollarhide
- 1980 : Graine d'amour (Seed of Innocence) de Boaz Davidson : Randy Webb
- 1981 : Chasse à mort (Death Hunt) de Peter Hunt : Ned Warren
- 1981 : L'Homme dans l'ombre (Raggedy Man) de Jack Fisk : Calvin
- 1982 : Blade Runner de Ridley Scott : J.F. Sebastian
- 1982 : The Ballad of Gregorio Cortez de Robert M. Young : Cowboy
- 1983 : Œil pour œil (Lone Wolf McQuade) de Steve Carver : Snow
- 1983 : En plein cauchemar (Nightmares) de Joseph Sargent : employé de la station service
- 1984 : Haut les flingues ! (City Heat) de Richard Benjamin : Lonnie Ash
- 1985 : Fletch aux trousses (Fletch) de Michael Ritchie : Jim Swarthout
- 1986 : Sans issue (Black Moon Rising) de Harley Cokeliss : Tyke Thayden
- 1987 : Le matraqueur des rues (Last Man Standing) de Damian Lee : Casper
- 1987 : Dead Aim de William VanDerKloot : Brennan
- 1989 : Thunderground de David Mitchell : Ratman
- 1989 : Deadly Weapon de Michael Miner : Révérend
- 1990 : Miroir (Mirror Mirror) de Marina Sargenti : Mr. Veze
- 1990 : The Giant of Thunder Mountain de James W. Roberson : Percey Crow
- 1991 : Les Aventures de Rocketeer (The Rocketeer) de Joe Johnston : Skeets
- 1993 : Skeeter de Clark Brandon : Gordon Perry
- 1993 : Max, le meilleur ami de l'homme (Man's Best Friend) de John Lafia : Ray
- 1994 : Mirror Mirror 2 de Jimmy Lifton : Raven Dance : Roger
- 1994 : Le Client (The Client) de Joel Schumacher : Wally Boxx
- 1994 : Pionniers malgré eux (Wagons East!) de Peter Markle : Zeke
- 1995 : Phoenix de Troy Cook : Miro
- 1996 : Dernier Recours (Last Man Standing) de Walter Hill : Joe Monday
- 1996 : L'Esprit de la forêt (Forest Warrior) de Aaron Norris : Paul Carpio
- 1996 : The Utilizer de Craig Barron : Leek
- 1997 :  Critics and Other Freaks de Ernie Mirich : Chef Bernie
- 1999 : Nice Guys Sleep Alone de Stu Pollard : Rufus
- 2000 : Stanley's Gig de Marc Lazard : Stanely Myer
- 2000 : Stageghost de Stephen Furst : Jack Butler
- 2001 : Dying on the Edge de William R. Greenblatt : Tommy
- 2002 : Monkey Love de Mark Stratton :  Bradley Chalmers
- 2002 : Never Get Outta the Boat de Paul Quinn : Clarence
- 2003 : Gods and Generals de Ronald F. Maxwell : A.P. Hill
- 2003 : The Low Budget Time Machine de Kathe Duba-Barnett : le prospecteur
- 2004 : Terre promise (Promised Land) de Michael Beltrami : Clark
- 2004 : Cyber Wars de Jian Hong Kuo : Riley
- 2005 : Wit's End de Gary D. Rhodes : Jedediah Cross
- 2006 : Disappearances de Jay Craven : Rat Kinneson
- 2006 : Beyond the Wall of Sleep de Barrett J. Leigh et Thom Maurer : Joe Slaader
- 2008 : Pretty Ugly People de Tate Taylor : Sam
- 2014 : Un foutu conte de Noël (A Merry Friggin' Christmas) de Tristram Shapeero : le Père Jugo
- 2018 : The Griddle House de Paul Tomborello : Gus

### Télévision
- 1979 : Starsky et Hutch (saison 4, épisode 20) : Weirdo
- 1980 : Shérif, fais-moi peur (saison 3, épisode 8) : Collins
- 1982: K-2000 (saison 1, épisode 9 : Le Prototype): Le révérend
- 1982-1990 : Newhart (81 épisodes) : Larry
- 1991 : Vengeance diabolique (téléfilm) : Carl Mueller
- 1991 : Mariés, deux enfants (saison 6, épisode 6) : Cousin Eb
- 1994 : Babylon 5 (saison 1, épisode 15) : Deuce
- 1994 : X-Files : Aux frontières du réel (saison 2, épisode 3) : Edward Funsch
- 1996 : Le Caméléon (saison 1, épisode 2) : Roy Abbot
- 1996 : Urgences (saison 3, épisode 7) : Mr Percy
- 1997 : George Wallace : T.Y. Odum
- 1998 : The Practice : Bobby Donnell et Associés (saison 2, épisode 28) : Mr Simmons
- 1998 : Maximum Bob (5 épisodes) : Dicky Crowe
- 2002 : Dharma et Greg (saison 5, épisode 20) : Mike
- 2003 : FBI : Portés disparus (saison 1, épisode 17) : Wally Sykes
- 2004 : Monk (saison 2, épisode 15) : Joshua Skinner
- 2004-2006 : Deadwood (36 épisodes) : E.B. Farnum
- 2008-2010: True Blood (20 épisodes) : shérif Bud Dearborne
- 2009 : Lost (saison 5, épisode 10) : Oldham
- 2011 : Bar Karma : James
- 2011 : Criminal Minds: Suspect Behavior (épisode 8) : Leonard Keane
- 2019 : American Gods (saison 2, épisode 4) : Money